# پژژمیرووو
پژژمیرووو (به لهستانی:  Przeźmierowo) یک روستا در لهستان است که در گمینا تارنووو پودگورنه واقع شده‌است. پژژمیرووو ۵٬۹۶۵ نفر جمعیت دارد.